# Rio Ul
O rio Ul é um rio de Portugal. É afluente do rio Antuã. Nasce em Fajões no lugar de São Mamede, percorre com orientação norte-sul as freguesias de Romariz, Milheirós de Poiares (concelho de Santa Maria da Feira), São João da Madeira (concelho de São João da Madeira), São Roque (Oliveira de Azeméis), Cucujães, Santiago de Riba-Ul e Ul (concelho de Oliveira de Azeméis), onde desagua no Antuã.

## Etimologia
O seu nome tem paralelo com a palavra basca para água: "ur", o que lhe atesta grande antiguidade. Este facto evidencia um tempo em que possivelmente haveria um continuum linguístico no norte peninsular.

## História
É referenciado nos textos medievais, como é exemplo este texto do Livro Preto da Sé de Coimbra, do ano de 1041:
quos vocitant villa Cidi subtus monte Petra Curvella secus alveum Ure prope civitas Sancte Marie territorio Portugalis. adicimus ibidem de ipsa